# Der Staatsfeind Nr. 1
Der Staatsfeind Nr. 1 (Originaltitel: Enemy of the State) ist ein US-amerikanischer Actionthriller des Regisseurs Tony Scott aus dem Jahr 1998 mit Will Smith, Gene Hackman und Jon Voight in den Hauptrollen. In den USA fand die Premiere am 16. und in Deutschland am 17. Dezember 1998 statt.

## Handlung
In den USA soll ein neues, verschärftes Überwachungsgesetz vom Kongress beschlossen werden. Thomas Reynolds, Abteilungsleiter des US-Geheimdienstes NSA, bedrängt im Occuquan Park in Baltimore den Vorsitzenden der Republikanischen Partei im Kongress, Hammersley, dieser Gesetzesänderung zuzustimmen. Als Hammersley sich aus moralischen Gründen weigert, wird er durch einen von Reynolds’ Agenten getötet und dieser politisch motivierte Mord als Unfall inszeniert. Der Mord, wie auch die Spurenbeseitigung, werden zufällig durch die aufgestellte Videokamera eines Ornithologen aufgezeichnet. Von Agenten der NSA gejagt, die das Videoband beschaffen und ihn töten wollen, stößt der Ornithologe in einem Dessous-Laden auf den erfolgreichen Anwalt Robert Dean aus Washington, D.C., den er aus gemeinsamer Collegezeit kennt und der gerade ein Weihnachtsgeschenk für seine Frau Carla sucht. Er bekommt von ihm dessen Visitenkarte und steckt ihm unbemerkt eine Spielekonsole mit dem auf Diskette kopierten Beweisvideo in die Einkaufstüte, ehe er auf der weiteren Flucht überfahren wird. 
Anhand der Visitenkarte kommt Reynolds schnell auf die Spur des ahnungslosen Anwalts. Da ein erster Versuch, die Aufzeichnung im Rahmen eines Hausbesuches bei Dean zu erlangen, scheitert, macht er sich mit seinem Team daran, Deans Ruf und damit seine Glaubwürdigkeit zu ruinieren, um im Falle einer polizeilichen/gerichtlichen Aussage seine Integrität als Zeuge zu diskreditieren. Reynolds’ Agenten durchsuchen daraufhin nachts Deans Haus nach der Videokopie, ohne diese zu finden, installieren dabei Abhörgeräte im Haus sowie Peilsender in seinen Alltagsgegenständen, wie beispielsweise Schuhabsatz, Armbanduhr, Füllfederhalter, und lassen es durch grobe Verwüstung wie einen Einbruch durch eine Jugendbande aussehen. Ferner werden Dean eine Zusammenarbeit mit dem Mafiaboss Pintero, dem er einige Tage zuvor im Rahmen eines eigenen Falls eine für diesen justiziell höchst bedrohliche Videokopie zeigte, sowie eine Affäre mit seiner Studienfreundin Rachel Banks, die für ihn beruflich als Informantin arbeitet, angedichtet, woraufhin Dean sein Arbeitsverhältnis verliert und seine Ehegattin ihn vor die Tür setzt, zudem werden seine Bankkonten eingefroren und seine Kreditkarten gesperrt. Zunächst hält Dean diese Entwicklungen für ein Komplott Pinteros, der ihm beim Besuch ein Ultimatum gestellt hatte: Dean soll innerhalb einer Woche den Urheber des Pintero kompromittierenden Videos nennen, sonst wäre er tot.
Dean sucht daraufhin Rat bei Rachel Banks. Diese erklärt ihm auf sein Drängen hin, wie er sich persönlich an den im Untergrund arbeitenden Edward „Brill“ Lyle wenden kann, der früher selbst für die NSA als Abhörspezialist tätig war. Die NSA beobachtet das Treffen und setzt daraufhin einen falschen „Brill“ auf Dean an, dem dieser zunächst Glauben schenkt, dann allerdings durch überraschendes Einschreiten des echten Brill wieder entkommen kann. Brill kann einige der Wanzen in Deans Kleidung und Ausrüstung entfernen und klärt diesen darüber auf, dass nicht etwa die Mafia, sondern die NSA für die Entwicklungen verantwortlichen sein muss. Als jedoch Brills Tarnung aufzufliegen droht, weigert er sich, Dean weiterhin zu helfen. Dean, nun wieder auf sich allein gestellt, schafft es, sich der letzten Wanze zu entledigen und der NSA vorübergehend zu entkommen. Er versöhnt sich heimlich mit seiner Frau und erlangt Kenntnis von der Existenz der Diskette mit dem Beweisvideo, die sein Sohn nichts ahnend an sich genommen hatte. Er versucht daraufhin, wieder Kontakt zu Rachel aufzunehmen, die er jedoch ermordet in ihrer Wohnung auffindet, zusammen mit Gegenständen, die dort vorsätzlich platziert worden sind, um den Eindruck zu vermitteln, er habe sie getötet.
Erneut sucht Dean Brill auf und kann diesen nun davon überzeugen, ihm zu helfen. Nach Durchsicht der Diskette in Brills Unterschlupf kennen Dean und Brill den Grund, wieso Dean verfolgt wird. Die NSA ist den beiden jedoch durch einen Anruf Deans in der Kanzlei seiner Frau wieder auf der Spur, weshalb Brill sich gezwungen sieht, seinen Unterschlupf zu sprengen und mit Dean zu flüchten. Dabei wird auch die Diskette zerstört. Da Dean und Brill nun ohne Beweismittel sind, arbeiten sie ab sofort mit den Methoden der NSA: Sie bringen ihrerseits Wanzen und Mini-Kameras in der Hotelsuite eines Kongressabgeordneten an, der in der Öffentlichkeit als starker Verfechter des neuen Sicherheitsgesetzes auftritt. Bei der Überwachung wird offenkundig, dass dieser ein Verhältnis mit seiner Sekretärin hat. Durch eine beabsichtigte technische Störung werden die Wanzen entdeckt und lösen eine NSA-interne Ermittlung aus, die Reynolds in Bedrängnis bringt.
Brill versucht mit Deans Hilfe, während eines Treffens mit Reynolds von diesem ein Geständnis zu erlangen und aufzuzeichnen. Als der Plan misslingt, werden beide durch die NSA gefangen genommen. Dean aber kann Reynolds und dessen Untergebene unter dem Vorwand, dass sich dort das Video befinde, in das Lokal Pinteros locken, das schon länger vom FBI observiert wird. Dean äußert gegenüber Pintero das Wort „Video“, wobei dieser annimmt, dass Reynolds der von ihm gesuchte Urheber desselben sei. Beim anschließenden Schusswechsel zwischen den anwesenden Verbrechern sterben sowohl Pintero als auch Reynolds und die meisten ihrer jeweiligen Gefolgsleute. Ein vom NSA-Agenten Fiedler mitgeschnittenes Geständnis von Reynolds, das nach dem Schusswechsel vom FBI entdeckt wird, erbringt am Ende den Beweis für dessen Schuld. Dean kehrt wieder in sein ursprüngliches Leben zurück, während Brill wieder untertaucht. Das geplante neue Überwachungsgesetz wird nicht verabschiedet, die Öffentlichkeit erfährt jedoch nichts von den Machenschaften, die der Einbringung der Gesetzesvorlage zugrunde lagen.

## Synchronisation
Für das Dialogbuch und die Dialogregie war Hartmut Neugebauer im Auftrag der Film- & Fernseh-Synchron München zuständig.
| Darsteller/in           | Rolle                           | Synchronsprecher/in   |
| ----------------------- | ------------------------------- | --------------------- |
| Will Smith              | Robert Clayton Dean             | Jan Odle              |
| Gene Hackman            | Edward „Brill“ Lyle             | Hartmut Neugebauer    |
| Jon Voight              | Thomas Brian Reynolds           | Joachim Höppner       |
| Lisa Bonet              | Rachel F. Banks                 | Veronika Neugebauer   |
| Regina King             | Carla Dean                      | Susanne von Medvey    |
| Ian Hart                | Detective John Bingham          | Frank Röth            |
| Jake Busey              | Krug                            | Thomas Albus          |
| Scott Caan              | Jones                           | Tobias Lelle          |
| Jamie Kennedy           | Jamie Williams                  | Jakob Riedl           |
| Jason Lee               | Daniel Leon Zavitz              | Marcus Off            |
| Gabriel Byrne           | Falscher Brill                  | Martin Umbach         |
| Stuart Wilson           | Kongressabgeordneter Sam Albert | Thomas Rauscher       |
| Jack Black              | Fiedler                         | Oliver Mink           |
| Tom Sizemore            | Pintero                         | Gudo Hoegel           |
| Barry Pepper            | David Prett                     | Florian Halm          |
| Jason Robards           | Hammersley                      | Alwin Joachim Meyer   |
| Seth Green              | Selby                           | Niko Macoulis         |
| Laura Cayouette         | Christa Hawkins                 | Alisa Palmer          |
| Loren Dean              | Hicks                           | Claus-Peter Damitz    |
| James Le Gros           | Jerry Miller                    | Kai Taschner          |
| Dan Buttler             | Admiral Schaffer                | Ulrich Frank          |
| John Capodice           | Eddie                           | Gernot Duda           |
| Brian Markinson         | Anwalt Brian Blake              | Fritz von Hardenberg  |
| Philip Baker Hall       | Anwalt Mark Silverberg          | Michael Gahr          |
| Tom Quinn               | Tunnel-Kontrolleur              | Michael Gahr          |
| Jacob Chambers          | Davies                          | Andreas Neumann       |
| Bobbie Boriello         | Dylan                           | Raphael Martinez      |
| Anna Gunn               | Emily Reynolds                  | Simone Brahmann       |
| Jascha Washington       | Eric Dean                       | Tim Schwarzmeier      |
| Arthur J. Nascarella    | Frankie                         | Fred Maire            |
| Allison Sie             | Hotelrezeptionistin             | Michèle Tichawsky     |
| Lillo Brancato          | Jack O’Neal                     | Ingolf Kumbrink       |
| Troy A. Caphers         | James                           | Andreas Borcherding   |
| Lennox Brown            | Tunnel-Arbeiter                 | Andreas Borcherding   |
| Donna W. Scott          | Jenny                           | Birgit Karin Meyer    |
| Joyce Flick Wendl       | Kellnerin                       | Astrid Polak          |
| Colin Brodie            | Kind #2                         | David Lütgenhorst     |
| Joshua Ward             | Pintero-Kinder                  | David Lütgenhorst     |
| Jason Welch             | Pintero-Kinder                  | Clemens Ostermann     |
| Beatriz Mayoral         | Kindermädchen der Reynolds      | Arantza Blanco        |
| Rebecca Silva           | Kindermädchen Marie             | Arantza Blanco        |
| Larry King              | Larry King                      | Bernd Stephan         |
| Grant Heslov            | Lenny Bloom                     | Marc Stachel          |
| Albert Wong             | Mr. Wu                          | Chie-Lang Liao        |
| Nancy Yee               | Mrs. Wu                         | Wenxlar Bradatsch Liu |
| Rhonda Overby           | Rhonda Overby                   | Monika Gerganoff      |
| Brenna McDonough        | Reporterin vor Ort #3           | Ditte Schupp          |
| Kasey Lynn Quinn        | Reynolds Tochter                | Chiara Reuße          |
| Elizabeth Berman        | Ruthie                          | Beatrice Murmann      |
| Christopher B. Lawrence | Sanitäter                       | Gerhard Acktun        |
| Patsy Grady Abrams      | Schaulustige bei Unfall         | Ruth Küllenberg       |
| Bodhi Elfman            | Van                             | Philipp Brammer       |
| Ivana Miličević         | Verkäuferin bei Ruby’s          | Claudia Lössl         |
| Vic Manni               | Vic                             | Thomas Rau            |
| Mike Andolini           | Sal (Mafioso im Video)          | Gerhard Jilka         |
|                         | Reporterin vor Ort #2           | Martina Duncker       |
|                         | Autowerbungssprecher            | Ekkehardt Belle       |

## Kritiken
Das Lexikon des internationalen Films schrieb, „das vertraute Orwell-Thema“ diene „als Auslöser eines technokratischen Actionkrimis, der zwar anfangs von der virtuosen Handhabung der Technik profitiert, dessen vordergründiger Spekulation mit „supercoolem“ Tempo und Exzeß aber bald die Luft ausgeht“.
Die Online-Filmdatenbank (OFDb) schrieb: „Der Staatsfeind Nr. 1 ist ein wunderbar gestylter und spannender Thriller, der das Thema der medialen Überwachung ernst nimmt und auf seine Gefahren abklopft, allerdings in erster Linie der Unterhaltung verpflichtet bleibt […].“

## Trivia
- Um den Film authentisch zu gestalten, war am Set ein Berater für Maßnahmen gegen technische Überwachung (engl. technical surveillance counter-measures, kurz TSCM) anwesend, der außerdem eine kleine Nebenrolle in einem Laden als Verkäufer für Spionage-Ausrüstung bekommen hatte.[5]
- Mitarbeiter der NSA trafen sich mit dem Regisseur Tony Scott, dem Produzenten Jerry Bruckheimer und dem ausführenden Produzenten Andy Davis, um eine positive Darstellung der NSA zu erreichen. Die Mitarbeiter der NSA waren jedoch von der Darstellung der NSA im Film wenig angetan.[6]
- Für die Rolle von Robert Dean waren zuerst Mel Gibson und Tom Cruise vorgesehen. Tom Cruise hatte sogar schon einen Vertrag für diese Rolle unterzeichnet, welchen er aber wegen des noch nicht beendeten Drehs von Eyes Wide Shut nicht annehmen konnte.[7] Schließlich ging die Rolle an Will Smith. George Clooney war kurzzeitig für die Rolle von Thomas Brian Reynolds (Jon Voight) angedacht worden.
- Staatsfeind Nr. 1 nimmt Bezug auf den Film Der Dialog (Originaltitel: The Conversation) aus dem Jahr 1974 von Francis Ford Coppola, ebenfalls mit Gene Hackman. Auch darin spielte Hackman einen Überwachungsspezialisten, der deutliche Ähnlichkeiten mit Brill aufweist. Es ist sogar ein altes Szenenfoto Hackmans als Harry Caul in Brills NSA-Akte zu sehen.
- Am Ende des Films sieht sich Robert Dean selbst auf dem Fernsehschirm. Das Bild ist wie in einem Spiegel seitenverkehrt, was bei einer Kameraaufnahme nicht der Fall wäre.
- Der NSA-Spionagesatellit, der am Ende des Films und auch immer wieder zwischendurch kurz zu sehen ist, sendet den Morsecode „CQ“. Diese Abkürzung wird im Englischen wie seek you („suche dich“) ausgesprochen und ist der Code für einen allgemeinen Anruf im Funkverkehr (Amateurfunkdienst, CB-Funk).
- Zum Ende des Films wird eine Zeitung gezeigt, die zweimal das Datum einen Tag vor der Premiere, den 15. Dezember 1998, zeigt.
- Das Spiele-Handheld mit den Beweisen, das Robert Dean zugesteckt bekommt, ist ein TurboExpress.[8]
- In der Szene, in der Brill nach seiner Entdeckung seinen Unterschlupf zur Explosion bringt, wurde die echte Sprengung eines alten Industriegebäudes actiongerecht in Szene gesetzt.
- Der kleine Hund der Familie Dean heißt „Porsche“, Robert Dean fährt allerdings einen BMW.[9]

## Auszeichnungen
- BMI Film Music Award (1999): zweimal gewonnen (Trevor Rabin und Harry Gregson-Williams)
- Bogey Awards (1999): Bogey Award in Silver gewonnen
- Image Awards (1999): 3 Nominierungen, u. a. für Outstanding Motion Picture
- MTV Movie Awards (1999): Nominiert für Best Male Performance (Will Smith)
- Außerdem noch 10 andere Nominierungen, von denen 2 gewonnen wurden
- Die Deutsche Film- und Medienbewertung FBW in Wiesbaden verlieh dem Film das Prädikat „wertvoll“.[10]